# Johann Romano von Ringe
Johann Julius Romano, à partir de 1871 Romano von Ringe (né le 10 octobre 1818 à Constance, mort le 14 avril 1882 à Vienne) est un architecte autrichien.

## Biographie
Romano von Ringe grandit en Italie. Il étudie l'architecture de 1833 à 1837 à l'école polytechnique de Vienne. En 1937, il vient à l'académie des beaux-arts de Vienne. Deux ans plus tard, il est professeur assistant à l'école.
Il est mis en avant par Klemens Wenzel von Metternich. À partir des années 1840, il travaille activement en collaboration avec August Schwendenwein von Lanauberg (de). Il devient un spécialiste des châteaux et des résidences haut de gamme, comme la Villa Hügel (de) pour le naturaliste et écrivain Carl von Hügel.
En 1871, il est anobli en prenant le nom de « von Ringe ».

## Œuvre
Les œuvres plus connues du duo Romano von Ringe-Schwendenwein von Lonauberg sont :
- Vienne
  - 1848 Palais Metternich (de), pour Klemens Wenzel von Metternich, aujourd'hui ambassade d'Italie.
  - 1858 Palais Khevenhüller-Metsch, pour le prince Anton Richard Khevenhüller-Metsch.
  - 1859 Palais Festetics (de) , pour les comtes de Festetics.
  - 1864 Palais Schey von Koromla, pour le banquier Friedrich Schey von Koromla.
  - 1866 Palais Dumba, pour Nikolaus Dumba (de).
  - 1868 Palais Ofenheim, pour Viktor Ofenheim, aujourd'hui siège de Zurich Insurance Group Autriche.
  - 1869 Palais Wiener von Welten
  - 1871 Palais Henckel von Donnersmarck, aujourd'hui hôtel Radisson.

- Hongrie
  - 1847 Château d'Erdődy (hu), à Vép

- Basse-Autriche
  - 1870 Château de Maissau (de)

- Carinthie
  - 1853 Château de Wolfsberg (de)

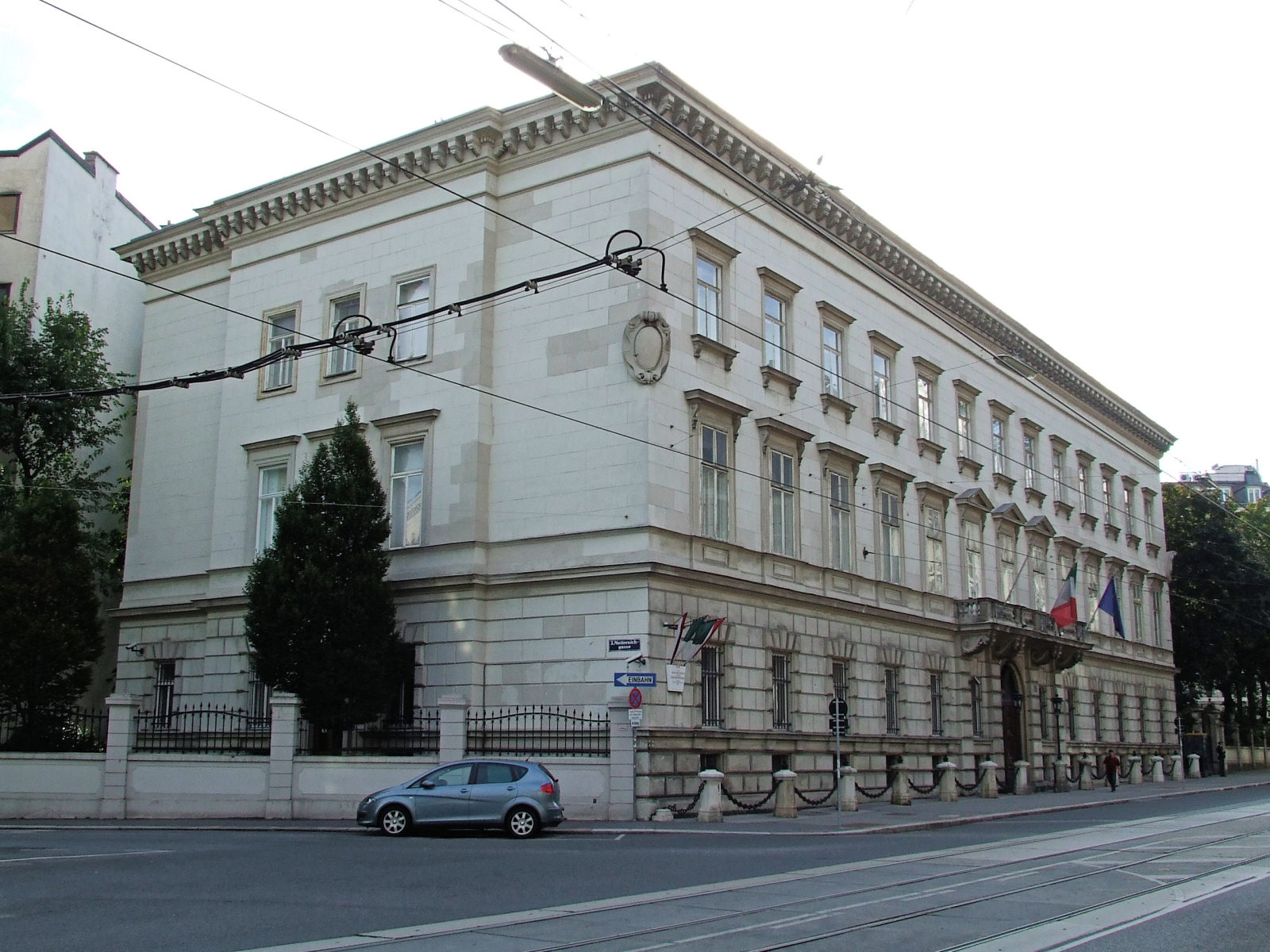
Palais Metternich
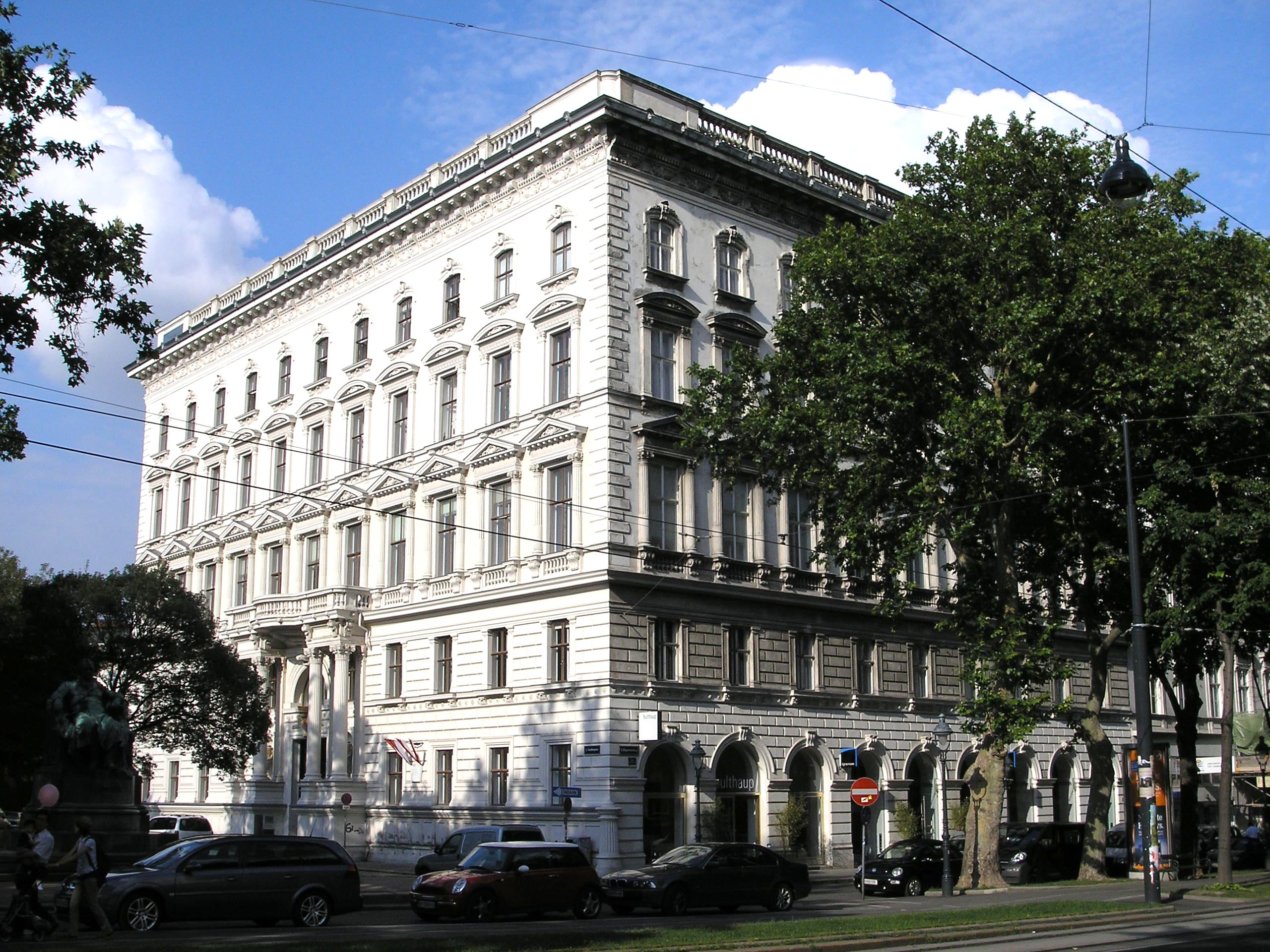
Palais Schey
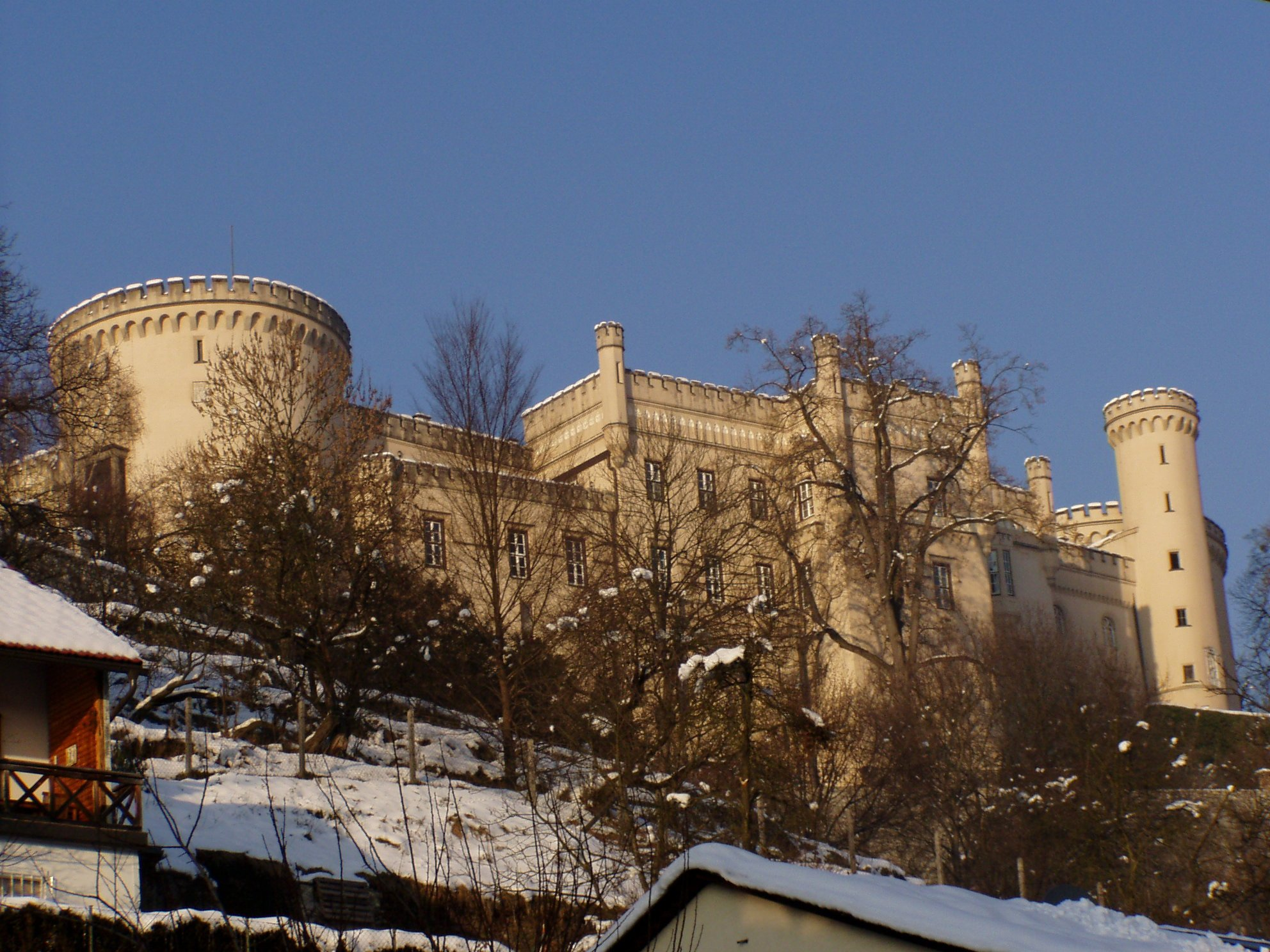
Château de Wolfsberg